# Ptilope à mentonnière
Ptilinopus gularis
Espèce
Synonymes
- Leucotreron epia Oberholser, 1918
(protonyme)

Le Ptilope à mentonnière (Ptilinopus gularis) ou ptilope d'Oberholser, est une espèce d'oiseaux de la famille des Columbidae.

## Répartition
Cet oiseau est endémique de Célèbes.

## Taxinomie
À la suite des travaux de Rheindt et al. (2011), cette espèce est séparée de Ptilinopus subgularis  (qui porte alors le nom normalisé de Ptilope à mentonnière) par le Congrès ornithologique international.
D'après le Congrès ornithologique international, c'est une espèce monotypique (non divisée en sous-espèces).